# 15e régiment de dragons (Autriche-Hongrie)
Pour les articles homonymes, voir 15e régiment.
Le 15e régiment de dragons, connu à partir de 1905 comme 15e régiment de dragons « archiduc Joseph », est une unité de l'Armée commune austro-hongroise, créée en 1891 et dissoute en 1918.

## Création et différentes dénominations
- 1891 : formation du 15e régiment de dragons « Anton von Bechtolsheim (de) » (Dragoner-Regiment „Anton Freiherr von Bechtolsheim“ Nr 15)[1]
- 1905 : renommé 15e régiment de dragons « archiduc Joseph » (Dragoner-Regiment „Erzherzog Joseph“ Nr 15)[1]
- 1918 : dissous

## Uniforme
Le régiment porte la couleur distinctive blanche et des boutons jaunes sur la veste bleue des dragons.